# Algirdas Brazauskas
Algirdas Mykolas Brazauskas (Rokiškis, 1932. szeptember 22. — Vilnius, 2010. június 26.) litván politikus. A Litván Kommunista Párt első titkáraként szakított az SZKP-val és nagy szerepet játszott Litvánia függetlenné válásában. Litvánia köztársasági elnöke 1993 és 1998 között, valamint miniszterelnöke 2001 és 2006 között.

## Élete

### Pályafutása a Szovjetunióban
Algirdas Brazauskas 1932. szeptember 22-én született Rokiškisban, munkáscsaládban. Kaišiadorysban fejezte be a középiskolát, majd Kaunasi Műszaki Főiskolán 1956-ban vízépítő mérnöki diplomát szerzett. Különböző építési vállalatoknál dolgozott és politikai pályára lépett. A Szovjetunióban a következő tisztségeket töltötte be: 
- 1965—1967 A Litván SZSZK építőanyagipari minisztere
- 1967—1977 A Litván SZSZK Állami Tervbizottsága elnökének első helyettese
- 1977—1987 A Litván Kommunista Párt Központi Bizottságának titkára
- 1988—1989 A Litván Kommunista Párt Központi Bizottságának első titkára
- 1988—1989 A Szovjetunió Kommunista Pártja Központi Bizottsága törvényhozási bizottságának tagja

1989-ben a vilniusi választókerületből beválasztották a Szovjetunió Legfelsőbb Tanácsába.
Brazauskas irányítása alatt a Litván Kommunista Párt a litván függetlenség támogatójává vált. 1989. december 20-án a párt nagygyűlése úgy döntött, hogy szakít az SZKP-vel és Brazauskast választották a különálló kommunista párt első titkárának. 1990 januárjában a Litván SZSZK Legfelsőbb Tanácsa Elnökségének elnöke lett. Miután a kommunista párt átalakult Litvánia Demokratikus Munkapártjává, 1990 decemberében vezetőjévé választották.

### A Litván Köztársaságban

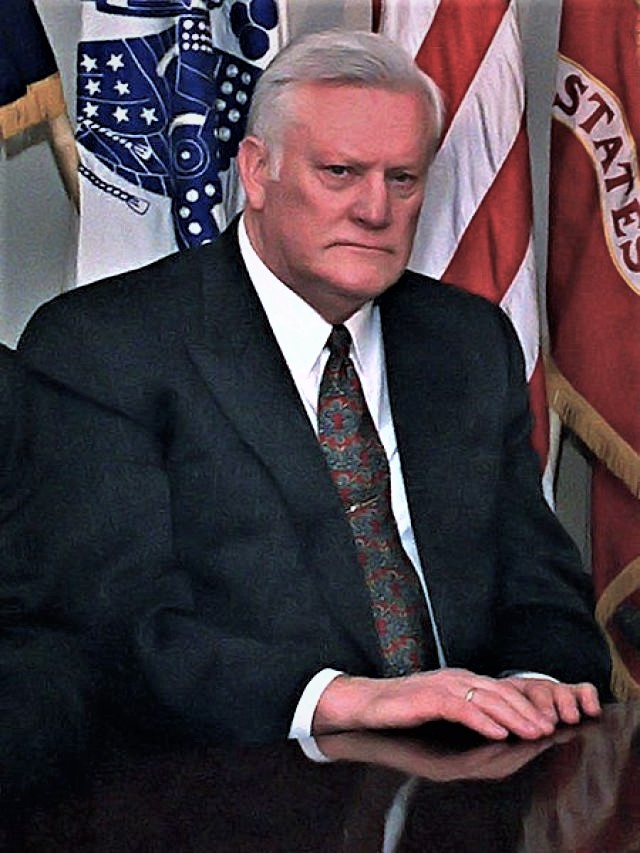
Brazauskas 1998-ban

1990 februárjától a Litván SZSZK Legfelsőbb Tanácsának képviselője. Megszavazta Litvánia függetlenségének visszaállítását és az első, ideiglenes kormányban Kazimira Danutė Prunskienė miniszterelnök helyettese volt 1990 márciusától 1991 januárjáig. Az 1992-es országgyűlési választáson bekerült a parlamentbe (Seimas). A többségében a Munkapárt képviselőiből álló parlament 1992. november 25-én Brazauskast a Seimas elnökévé és ideiglenes köztársasági elnökké választotta. 1993. február 14-én köztársasági elnöki választást tartottak, amit Brazauskas 60%-kal megnyert és február 25-én beiktatták hivatalába. A következő, 1998-as választáson nem indult, utódja az elnöki székben Valdas Adamkus lett. Bejelentette visszavonulását, hogy „közönséges nyugdíjasként” éljen és könyvet írjon.
2000-ben visszatért a politikába és több kisebb baloldali, illetve centrista párt koalíciójának vezetését vállalta el. Az októberben tartott választáson Brazauskas szociáldemokrata blokk a 141 képviselői helyből 51-et szerzett meg és a Litvániai Liberális Unióval és a (Szociál-liberális) Új Szövetséggel lépett kormánykoalícióra. 2001-ben a Litvániai Demokratikus Munkapárt és Litván Szociáldemokrata Párt egyesült, az új párt elnöke Brazauskas lett.
2005 októberében az ellenzéki konzervatív Haza Szövetség aláírásgyűjtést kezdett, hogy hozzanak létre parlamenti bizottságot, amely megvizsgálja Brazauskas feleségének, Kristina Butrimienėnek gazdasági tevékenységét, miután az 38%-os részesedést vásárolt a Crowne Plaza luxusszállodában. Brazauskas cáfolta, hogy az ügylet törvénytelen lett volna, de elismerte, hogy felesége a szálloda részvényeinek 51%-át, fia pedig további 48%-át birtokolja.
2006 tavaszán felbomlott a kormánykoalíció, kilépett az Új Szövetség. Az általuk betöltött kulturális és egészségügyi miniszteri posztra új jelölteket állítottak, őket azonban Valdas Adamkus nem volt hajlandó elfogadni, ezért Brazauskas március 31-én lemondott a miniszterelnökségről.

## Családja
Első feleségének tőle két lánya született. Miután elváltak, 2002-ben elvette Kristina Butrimienėt.
Algirdas Brazauskas 2010. június 26-án, súlyos betegség után (prosztatarákja és limfómája volt) halt meg vilniusi otthonában. Halálakor három napos nemzeti gyászt rendeltek el.

## Kitüntetései

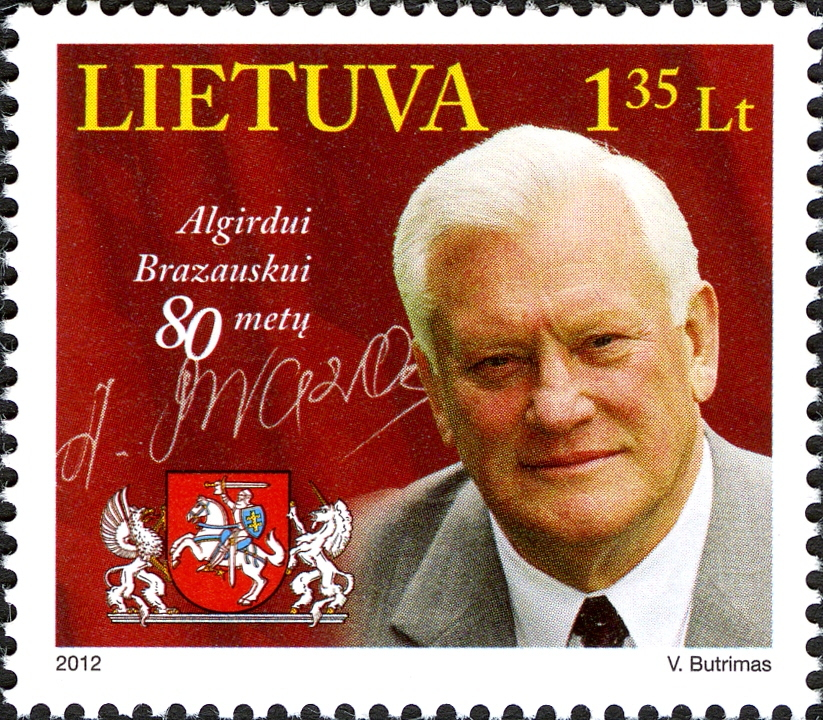
Algirdas Brazauskas egy 2012-es litván bélyegen

- A Nagy Vytautas-rend aranylánca (Litvánia)
- A Három Csillag Érdemrend aranylánca (Lettország)
- Terra Mariana Érdemkereszt (Észtország)
- Fehér Csillag-rend (Észtország)
- Fehér Sas-rend (Lengyelország)
- Bölcs Jaroszlav fejedelem-rend I. osztály (Ukrajna)
- A Becsületrend nagykeresztje (Franciaország)
- Finnország Fehér Rózsája-rend (Finnország)
- Szerafimrend (Svédország)
- Elefántrend (Dánia)
- A Megváltórend nagykeresztje (Görögország)
- Az „Érdemért”-rend parancsnoki keresztje (Görögország)
- Az „Érdemért”-rend nagykeresztje (Norvégia)
- Az Olasz Köztársasági Érdemrend nagykeresztje
- Megváltó-rend (Uruguay)
- A Felszabadító San Martín-rend nagykeresztje (Argentína)
- Köztársasági Nagykereszt (Uruguay)
- Októberi Forradalom Érdemrend (Szovjetunió)
- Tiszteletrend (Oroszország)

Halála után róla nevezték az a kaunasi vízierőművet, amelynek építésében részt vett 1958-ban és azt a kaišiadorysi középiskolát, amelynek diákja volt.

## Művei
- 1988: Стратегия развития строительного комплекса на примере Литовской ССP (Az építőipari komplexumok fejlesztési stratégiája a Litván SZSZK példáján) „Стройиздат“ kiadó ISBN 5-274-00636-1
- 1990: Interviu Lietuvos radijui: 1989. 01. 14–1989. 11. 24 Kiadó: LKP CK ISBN 5-89942-034-0;
- 1992: Lietuviškos skyrybos (Válás litván módra) Vilnius: Politika
- 2000: Penkeri Prezidento (Az elnök öt éve) „Pradai“; ISBN 9986-943-65-5
- 2004: Apsisprendimas: 1988–1991.(Önrendelkezés) „Vaga“. ISBN 5-415-01725-9
- 2004: Lietuvos galia: atlikti darbai ir mintys apie ateitį. (A litván erő: a jövő feladatai és eszméi) „Šviesa“. ISBN 5-430-03996-9;
- 2007: Ir tuomet dirbome Lietuvai. (És akkor munkára, Litvánia) „Knygiai“. ISBN 978-9955-443-35-3

## Fordítás
- Ez a szócikk részben vagy egészben  a(z)   Бразаускас, Альгирдас Миколас című orosz Wikipédia-szócikk ezen változatának fordításán alapul.  Az eredeti cikk szerkesztőit annak laptörténete sorolja fel. Ez a jelzés csupán a megfogalmazás eredetét és a szerzői jogokat jelzi, nem szolgál a cikkben szereplő információk forrásmegjelöléseként.